# トラキスの女たち
『トラキスの女たち』（希: Τραχίνιαι, トラーキーニアイ, Trachiniai、羅: Trachiniae）は、ソポクレスによるギリシア悲劇の1つ。

## 概要
題材はヘーラクレースの最後について。ヘーラクレースの妻デーイアネイラが待つトラーキースの屋敷に、ヘーラクレースに滅ぼされたオイカリヤの女たちが捕虜として連れてこられるが、ある男がデーイアネイラに事の真相（ヘーラクレースがオイカリヤ王の娘イオレーに恋をし、彼女を手に入れるためにオイカリヤを滅ぼし、彼女を家に住まわせるために捕虜という体裁を採っている）を暴露し、伝令のリカースもそれを認める。事態を憂いたデーイアネイラは、浮気防止薬と教えられていた「ネッソスの血」を塗った晴れ着をヘーラクレースに届けさせるが、「ネッソスの血」は実際は「ヒュドラー（水蛇）の猛毒」であり、ケーナイオン岬の戦勝感謝の供犠で晴れ着を着たヘーラクレースは死の病に倒れる。事の成り行きを息子ヒュロスから聞いたデーイアネイラは自死し、ヒュロスは父ヘーラクレースに自分の代わりにイオレーを娶ることを命令されつつ、その最後を看取る。以上の様を描く。
表題の「トラキスの女たち」は、舞台となっているヘーラクレースの屋敷があるトラーキースの女たちであり、舞台進行ではコロス（合唱隊）の役割を担う。
上演年代は分かっていないが、『アイアース』『アンティゴネー』と共に、初期の作品だと考えられる。

## 日本語訳
- 『ギリシア悲劇2 ソポクレス』 大竹敏雄訳、ちくま文庫、1986年
  - 元版『世界古典文学全集8 アイスキュロス・ソポクレス』 筑摩書房、1964年 度々復刊
- 『ギリシア悲劇全集 第2巻 ソポクレス篇』 風間喜代三訳、人文書院、1960年
- 『ギリシア悲劇全集4 ソポクレース』 「トラーキーニアイ」竹部琳昌訳、岩波書店、1990年

## 翻案
- 『トラキスの女たち　エズラ・パウンド版』 エズラ・ルーミウス・パウンド、高橋美帆・安川慶治編訳、英宝社、2009年
- 『オエタ山上のヘルクルス』- 「セネカ 悲劇集2」京都大学学術出版会〈西洋古典叢書〉、竹中康雄訳、1997年